# Varjão (Goiás)
Pour les articles homonymes, voir Varjão.
Varjão est une municipalité brésilienne de l'État de Goiás et la microrégion de la Vallée du Rio dos Bois.
Sa population estimée en 2004 était de 3 661 habitants.